# Antonio Lukich
Antonio Lukich (ou Антоніо Лукіч en ukrainien, parfois orthographié Antonio Loukitch en français) (né en 1992 à Oujhorod en Ukraine de l'ouest) est un réalisateur ukrainien. Il a été décoré du Mérite de l'Artiste d'Ukraine en mars 2021 après avoir obtenu différents prix internationaux.

## Biographie

### Enfance
Lukich est né dans l'ouest de l'Ukraine dans la ville d'Oujhorod (chef-lieu de l’oblast de Transcarpatie) en 1992.

## Réalisateur
De 2011 à 2015, il étudie à l'Université nationale Karpenko-Kary et obtient un baccalauréat en réalisation. Il a étudié avec Vladimir Oseledchik.
Le tout premier film d'Antonio Lukich, Fish of Lake Baikal (traduction : « Poisson du lac Baikal »), sorti en 2014, a remporté le « Prix du meilleur documentaire »  au Festival international du film CinéRail de Paris. Le film qui lui a permis d'obtenir son diplôme de fin d'études, It was showering in Manchester a remporté le prix du Meilleur court-métrage en 2016 au Festival international du film d'Odessa.
En 2019, son premier long métrage My Thoughts Are Silent sort en salle et obtient plusieurs récompenses lors de festival internationaux,.

## Filmographie

### Films d’étudiant
- Is it easy to be young? (6 min, documentaire, 2011)
- Hello, sister! (16 min, jeu, 2012)
- Fish of Lake Baikal (22 min, documentaire, 2013)
- Who cheated Kim Cousin? (26 min, mok., 2014)
- It Was Showering in Manchester (2016) — Prix du meilleur court-métrage (2016) au Festival International du Film d'Odessa[3].

### TV
- Kings of the Chambers (2019)

### Web séries
- Sex, insta and ZNO (2020)

### Longs métrages
- 2019 : My Thoughts Are Silent — prix East of West Award en 2019 au Festival International du Film de Karlovy Vary[4] et prix Discovery Award au Raindance Film Festival[5].
- 2022 : Luxembourg, Luxembourg

## Récompenses
- 2020 - Prix National du film d'Ukraine "Dzyga d'or:"[6],[7]
  - Pour le meilleur Film
  - Pour le meilleur scénario - Antonio Lukic et Valeria Kalchenko
  - Prix d'ouverture de l'année
- 2020 - Prix à l'Ukrainian Pravda- Artiste de l'année[8]